# Urfahrschanze
Urfahrschanze – kompleks skoczni narciarskich o punktach konstrukcyjnych K80, K50 i K25 znajdujący się w austriackim Schwarzach im Pongau.
Kompleks został zdemontowany. W jego miejsce w 2012 zbudowano nowy, noszący nazwę Nachwuchsschanzen. W jego skład wchodzą skocznie K50, K30, K15 i K7.

## Parametry skoczni normalnej
- Punkt konstrukcyjny: 80 m
- Wielkość skoczni (HS): b.d.
- Punkt sędziowski: b.d.
- Rekord skoczni: 82,5 m
- Długość rozbiegu: b.d.
- Nachylenie rozbiegu: b.d.
- Nachylenie progu: 11°
- Wysokość progu: b.d.
- Nachylenie zeskoku: 35,5°
- Średnia prędkość na rozbiegu: b.d.